# Libnotes restricta
Libnotes restricta là một loài ruồi trong họ Limoniidae. Chúng phân bố ở miền Australasia.